# Fadensystem
Ein Fadensystem bezeichnet bei der Textilherstellung die Gesamtheit von Fäden, die in ein Gewebe, in eine Maschenware oder Nähnaht jeweils nach dem gleichen Prinzip eingearbeitet wird.
Kette und Schuss bilden bei einem Gewebe dabei je ein Fadensystem. Textilien mit jeweils einem Kett- und Schussfadensystem werden als Flachgewebe bezeichnet.
Auch Einfadensysteme sind möglich, so etwa bei gestrickter Maschenware.
Haben Gewebe mehr als zwei Fadensysteme, so wird eine Gruppe von Kett- und/oder Schussfäden, obwohl nacheinander eingetragen, durch die Bindungstechnik übereinander geschoben, dadurch entsteht ein Gewebe mit mehreren Ebenen. Man spricht von verstärkten Geweben. Schussdouble bezeichnet ein Gewebe, das aus zwei Fadensystemen für den Schuss und einem Fadensystem für die Kette besteht. Ein Kettdouble meint eine Kombination zwischen einem Schussfadensystem und zwei Kettfadensystemen.
Bei einem Polkettenfadensystem werden die Basisgewebe aufeinander gelegt und mithilfe spezieller Textilmaschinen zu einem schlaufen- und schlingenähnlichem Gewebe aus Polfäden kombiniert. Dabei handelt es sich in der Regel um Gewebe mit drei Fadensystemen. Das Ergebnis sind Pol- und Florgewebe wie Frottee oder Velours.